# 颶風派翠莎
颶風派翠莎（英語：Hurricane Patricia，西班牙語發音：[paˈtɾisia]）為2015年太平洋颶風季第24個被命名的風暴，是2015年度全球最強及西半球有記錄以來最強的熱帶氣旋，亦是全球有記錄以來第二強的熱帶氣旋。派翠莎的接近中心最高持續風速為每小時345公里（以1分鐘平均風速計算），打破2013年颱風海燕、2016年颱風莫蘭蒂、2020年颱風天鵝及2021年颱風舒力基之每小時315公里紀錄，是全球有記錄以來1分鐘平均風速最高的熱帶氣旋。派翠莎的海平面氣壓為872毫巴（百帕，25.75英寸汞柱），是全球有記錄以來氣壓第二低的熱帶氣旋，僅次於1979年颱風泰培的870毫巴（百帕，25.69英寸汞柱）。
派翠莎為中美洲帶來了廣泛暴雨，數十萬人受到風暴影響。派翠莎對墨西哥造成嚴重影響，損失估計超過54億墨西哥比索（3.25億美元），金塔納羅奧州和韋拉克魯斯州的降雨量超過500毫米，切圖馬爾的損失達到14億墨西哥比索（8530萬美元）。派翠莎造成的損失估計至少為4.628億美元（2015年美元）。

## 氣象歷史
2015年10月11日，一个扰动天气区横穿中美洲并出现在东太平洋上空。在接下来的几天里，扰动缓慢移动，后来于10月15日与东风波合并。这些系统的合并以及同时发生的特万特佩克间隙风事件的影响刺激了大范围低气压域的形成。该特征在10月20日00:00UTC后不久逐渐巩固并成为热带低气压；此时，低气压位于萨利纳克鲁斯东南偏南约205英里（335公里）处， 墨西哥。北面的中层山脊将低气压带向西引导，然后沿着弧形路径向北移动。
最初由于局部较冷的海面温度和干燥的空气而减缓了发展，那天晚些时候，低气压变成了热带风暴派翠莎。一旦离开不利区域，派翠莎在异常有利于快速增强的环境中穿越异常温暖的水域。10月21日晚开始戏剧性的加强，一直持续到 10月23日。派翠莎在10月22日世界标准时间00:00后不久达到飓风强度，具有突出的外围，明确的条带特征，和正在形成的风眼。飓风猎人调查飓风的数据表明，派翠莎在UTC时间18:00时已达到萨菲尔-辛普森飓风风力等级的4级标准。

卫星动画在10月23日拍摄到派翠莎登陆前就开始显着减弱。

到10月23日凌晨，发生了明显的向北转弯，随后向东北加速。-130°F（-90。C）云顶的实心环包围了飓风的12英里（19公里）宽的风眼，并表明其增强为5级飓风。在24 时的时间跨度内，派翠莎的最大持续风速增加了120 英里/小时（195公里/小时）。这是美国国家飓风中心 (NHC) 观测到的任何飓风中强度最快的一次。飓风在10月23日世界标准时间12:00左右达到峰值，估计风速约为215英里/小时（345公里/小时），气压为872毫巴（hPa；25.75英寸汞柱）；这些值是基于飓风猎人任务进入风暴六小时前的持续强化。
10月23日晚些时候，随着眼墙置换循环的形成和风切变增加，随后迅速减弱。在墨西哥登陆前的五个小时内，派翠莎在仍然在水面上时以前所未有的速度减弱。然而，在UTC时间23:00左右在哈利斯科州奎斯马拉附近上岸后，它仍然是一个强大的4级飓风，持续风速为150英里/小时（240公里/小时），分析压力为 32毫巴（hPa；27.52 inHg）这使派翠莎成为有记录以来登陆的最强烈的太平洋飓风。上岸后，马德雷山脉的高地地形加速了帕特里夏的减弱。热带气旋的低层和中层环流解耦，后者向东北方向加速，帕特里夏于10月24日在墨西哥中部上空消散，距离上岸不到18小时。

### 記錄

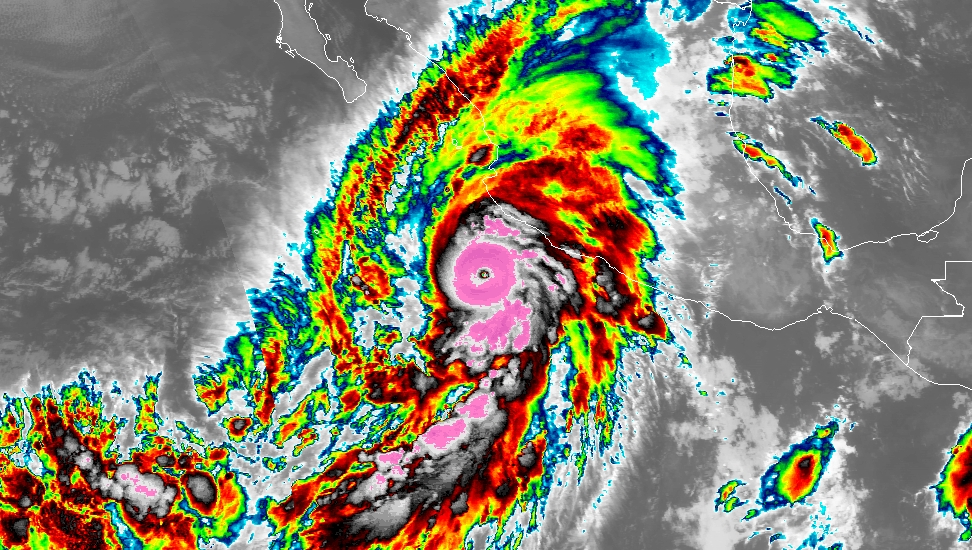
GOES-13/15所所拍摄的创纪录的峰值强度飓风派翠莎的红外卫星图像

颶風帕特里夏的接近中心最高持續風速為每小時345公里，氣壓為872毫巴（百帕，25.75英寸汞柱），其氣壓僅次於1979年颱風泰培的870毫巴（百帕，25.69英寸汞柱），不但是西半球有紀錄以來最強的熱帶氣旋，同時亦是全球有紀錄以來第二強的熱帶氣旋。先前西半球氣壓最低的熱帶氣旋為2005年颶風威爾瑪的882毫巴（百帕，26.05英寸汞柱），風速最高的熱帶氣旋為1980年颶風艾倫，其接近中心最高持續風速為每小時305公里；而東北太平洋最強的熱帶氣旋為1997年颶風琳達，其接近中心最高持續風速為每小時295公里，氣壓為902毫巴（百帕，26.64英寸汞柱）。
根據實際觀測及估算，帕特里夏的一分鐘最高持續風速達185節（每小時345公里），打破了2013年颱風海燕、2016年颱風莫蘭蒂、2020年颱風天鵝及2021年颱風舒力基之170節（每小時315公里）紀錄，成為全球有紀錄以來風速最高的熱帶氣旋。但海燕、莫蘭蒂、天鵝及舒力基的風速均是透過衛星雲圖及德沃夏克分析法的估算得出，没有實際觀測的數據，因此不適合作直接比較。此外，根據世界氣象組織的紀錄，1961年颱風的接近中心最高持續風速同為185節（每小時345公里），但氣象學界普遍認為1940至60年代的西太平洋熱帶氣旋強度有高估之嫌，所以南施的紀錄並不可靠。另外，除龍捲風所產生的風速外，熱帶氣旋所產生的最強陣風紀錄仍然由1996年氣旋奥利維亞所保持，該氣旋一度在西澳大利亞州巴羅島產生高達每小時407公里的陣風。

## 防災措施

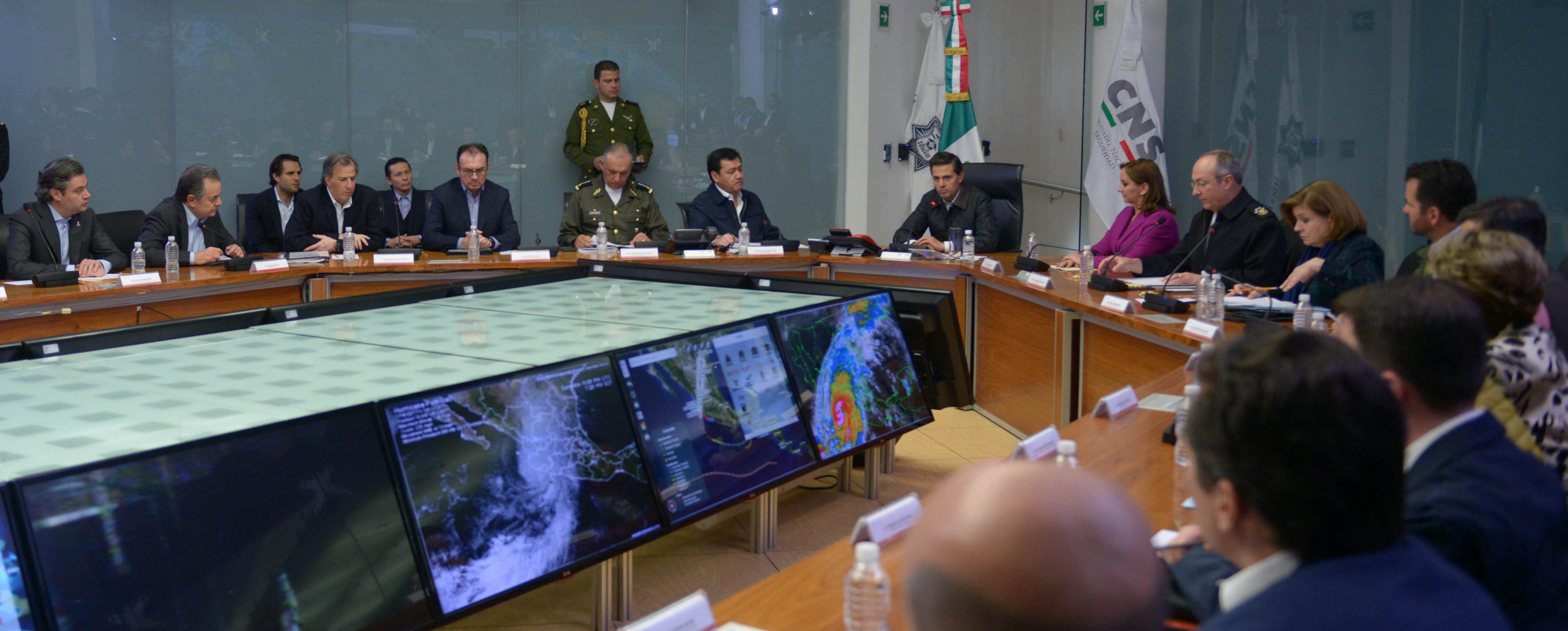
总统恩里克·培尼亚·涅托内阁成员讨论10月23日飓风派翠莎

在飓风派翠莎到来之前，墨西哥政府向沿海社区发出了多次观察和警告。10月21日世界标准时间09:00首次发出飓风监视，覆盖米却肯州、科利马州和哈利斯科州。热带风暴监视也覆盖了格雷罗的部分地区。随着派翠莎的增强，政府向科连特斯角、哈利斯科州和蓬塔圣特尔莫之间的地区发布了飓风预警，热带风暴警告补充了更北部和东部地区的情况。飓风警告于10月23日向北扩展至纳亚里特州圣布拉斯以南的地区。风暴向内陆移动且破坏性大风的威胁减弱后，这些警告于10月24日逐渐停止。

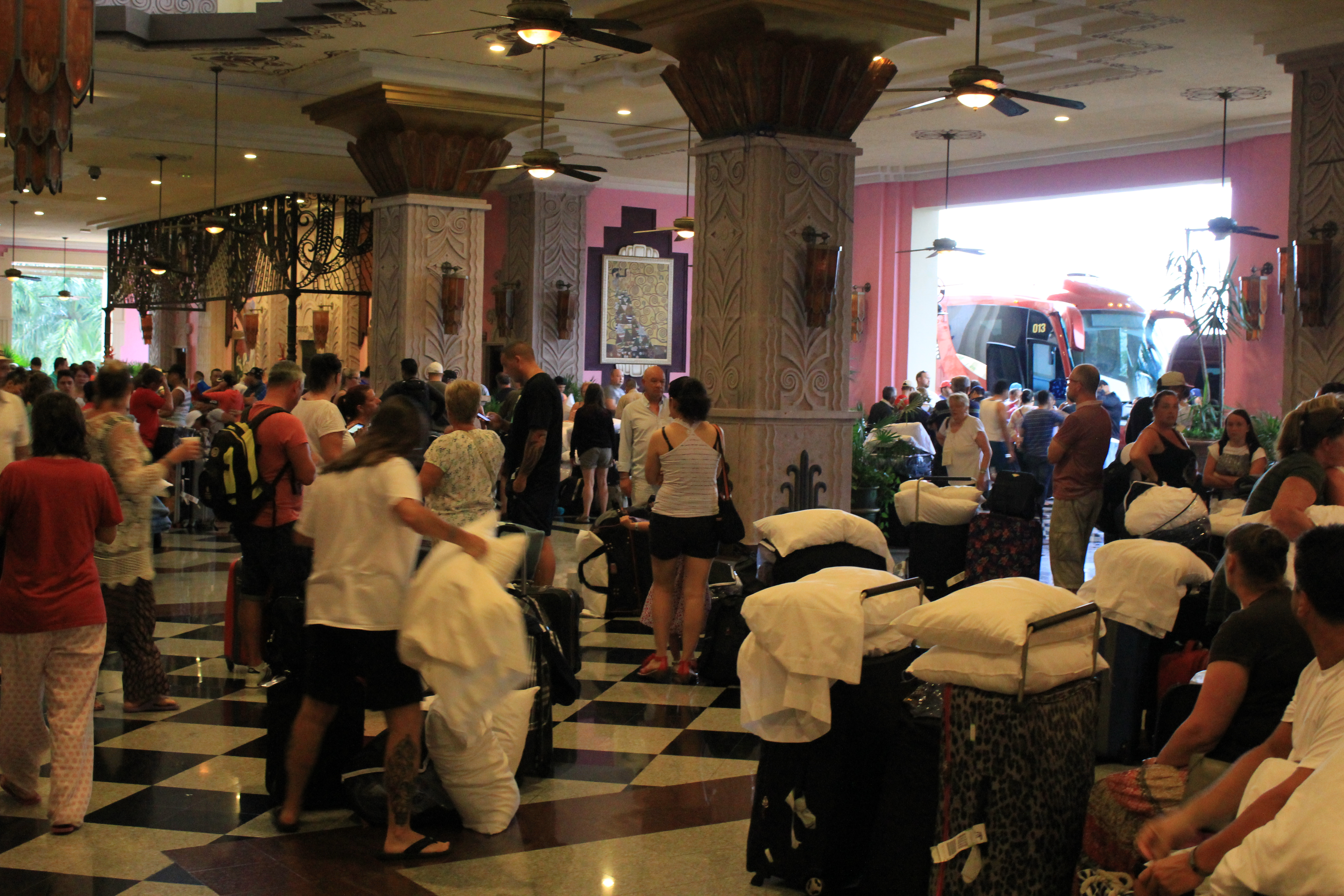
飓风派翠莎登陆前一天早上从Riu Vallarta酒店撤离

在帕特丽夏升级为5级飓风后，国家飓风中心称这场风暴“可能是灾难性的”各种媒体批评和赞扬的来源。包括美联社在内的一些媒体援引相对有限的损失和生命损失，声称该机构夸大了风暴造成的危险。然而，大多数媒体称赞他们有效地传达了可怕的威胁，并有可能从异常强大的飓风中拯救生命.
在米却肯州、科利马州、哈利斯科州和纳亚里特州，10月22日开设1,782个避难所，可容纳258,000人。格雷罗州和哈利斯科州的学校分别于10月22日和23日暂停了活动。民防官员计划从科利马州、哈利斯科州和纳亚里特州撤离大约50,000人。为加快这一进程，使用了2架飞机和600辆公共汽车运送撤离人员。最终，8,500人在风暴到来之前撤离，其中2,600人在Cabo Corrientes。1人在哈利斯科州疏散期间死亡。来自墨西哥陆军、海军和联邦警察的大约25,000名人员被先发制人部署。500多名红十字志愿者待命。墨西哥红十字会为3,500个家庭预先准备了食物，在飓风过后，大约30公斤（66磅）的援助物资被预先放置在科利马州，用于分发。联邦电力委员会派遣了2,500名船员、152台起重机、15辆全地形车、4架直升机和84台发电机来应对潜在的停电。墨西哥当局有效开展应急准备工作获得赞誉。

## 以前身擾動的形式影響

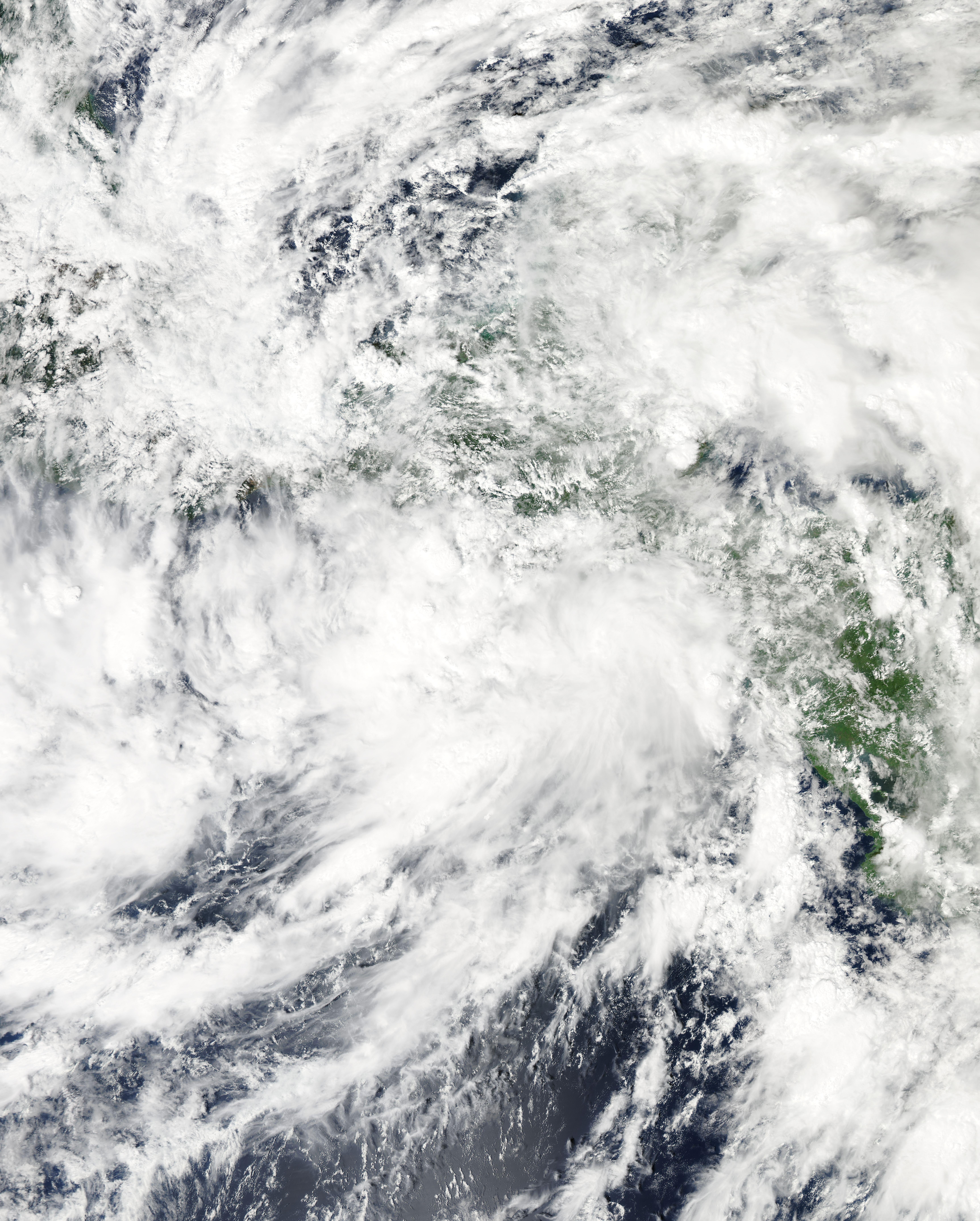
颶風派翠莎的前兆在10月中美洲上空蔓延

派翠莎的前身是一個龐大而蔓延的系統，它影響了中美洲的大部分地區，並有幾天的强降雨。. 多個系統的存在增強了降雨量，包括東風波和加勒比海上空的第二次擾動。上維拉帕斯省省有1人死亡，危地馬拉各地約有2,100人需要疏散。總共有442所房屋和28,200公頃（70,000英畝）農作物遭到破壞，而大約223,000人受到洪水影響。 政府官員部署了應急小組，4000萬瓜地馬拉格查爾（522萬美元）可用於救援行動。在附近的薩爾瓦多，降雨量在6.3到7.3英寸（160到185毫米）之間，造成了類似的洪水。數十間房屋受到影響，四人喪生。戈阿斯科蘭河在兩天內兩次溢出河岸，淹沒了周圍的社區。由於洪水氾濫，當局於10月19日暫停了全國各地的學校活動。在尼加拉瓜，山體滑坡掩埋了富礦區的四名礦工；其中一人死亡，其他人獲救。洪都拉斯的烏魯阿河10月18日在17年來首次跨过河岸，促使200多人疏散。此外，洪水還損壞了哥斯達黎加雅科的10所房屋。
上述降雨從10月18日至 20日延伸到墨西哥西南部和東北部；加勒比海西北部的另一場熱帶擾動增加了降水。金塔納羅奧州的部分地區出現了有記錄以來最強烈的降雨事件，在]]切圖馬爾]]觀察到了19.8英寸（502毫米）。這超過了2005年颶風威爾瑪期間18英寸（450毫米）的記錄。洪水影響了該市約1,500所房屋150人在公共避難所尋求避難。切图马尔的損失為14億墨西哥比索（8530萬美元）7個直轄市相應宣佈為災區。在附近的韋拉克魯斯，超過24英寸（600毫米）的降雨造成大面積洪水；至少有50個城市報告稱，由於多條河流淹沒了河岸，因此該事件造成了損失。塔巴斯科州的洪水影響了7,500公頃（19,000英亩）的農作物。 在瓦哈卡，幾條道路被隨之而來的洪水和泥石流沖毀，尤其是在北塞拉利昂地區。 大範圍的洪水影響了恰帕斯州和格雷羅州的大片地區，促使數十人撤離。在恰帕斯州的塔帕丘拉，僅90分鐘就降雨了6.6英寸（168毫米），引發了讓居民措手不及的山洪暴發。數百個家庭受到影響，64所房屋受損或被毀。

## 以熱帶氣旋的形式影響

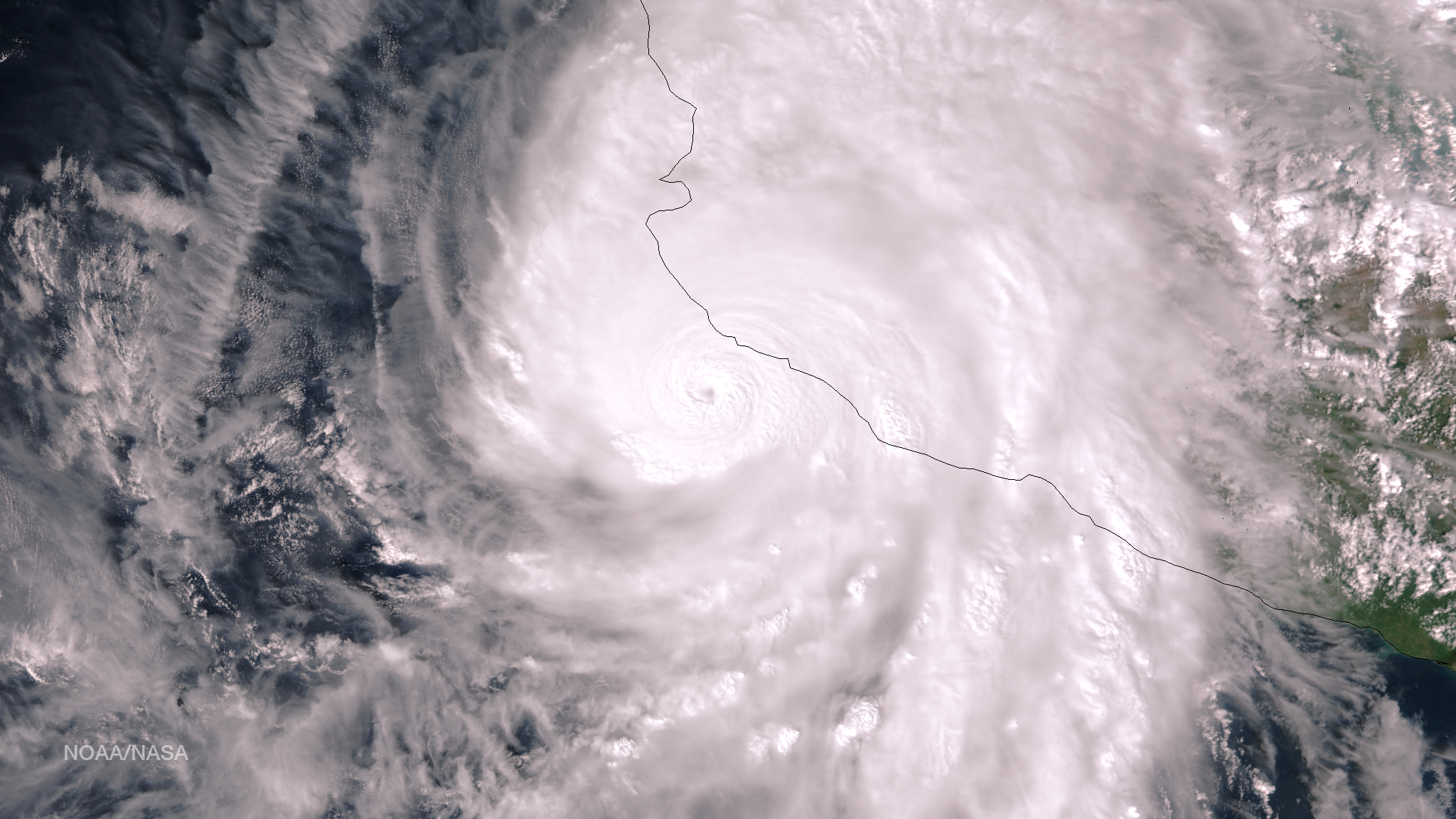
即将快要在幾小時在哈利斯科州登陸的颶風派翠莎

### 墨西哥
10月23日晚，颶風派翠莎以四級颶風的形式在哈利斯科州登陸。派翠莎15英里（24公里）寬的核心主要避開人口稠密的中心，穿過人口密度低於每平方英里30人的地區。這與有效的疏散一起被歸功於相對較低的死亡人數，儘管颶風強度很大。沿途的幾個小社區遭受了巨大的破壞，但是如果颶風向東或向西移動，曼薩尼約或巴亞爾塔港周圍人口稠密的地區將遭受直接的吹袭。
在整個受災地區，風暴的強風使261,989人斷電。全美31個州中的21個州和聯邦區受到颶風降雨的影響。哈利斯科州內科利馬火山的累積雨量達到15.09英寸（383.2毫米）的峰值。科利馬州、哈利斯科州、米卻肯州和納亞里特州約有42,000公頃（100,000英亩）作物受到影響，其中15,000公頃（37,000英亩）被視為完全損失，27,000公頃（67,000英亩）部分受損。由於颶風的直接或間接影響，有6人死亡，全部發生在哈利斯科州。損害評估表明，總損失約為54億墨西哥比索（3.25億美元），主要來自農業和基礎設施。

#### 哈利斯科州

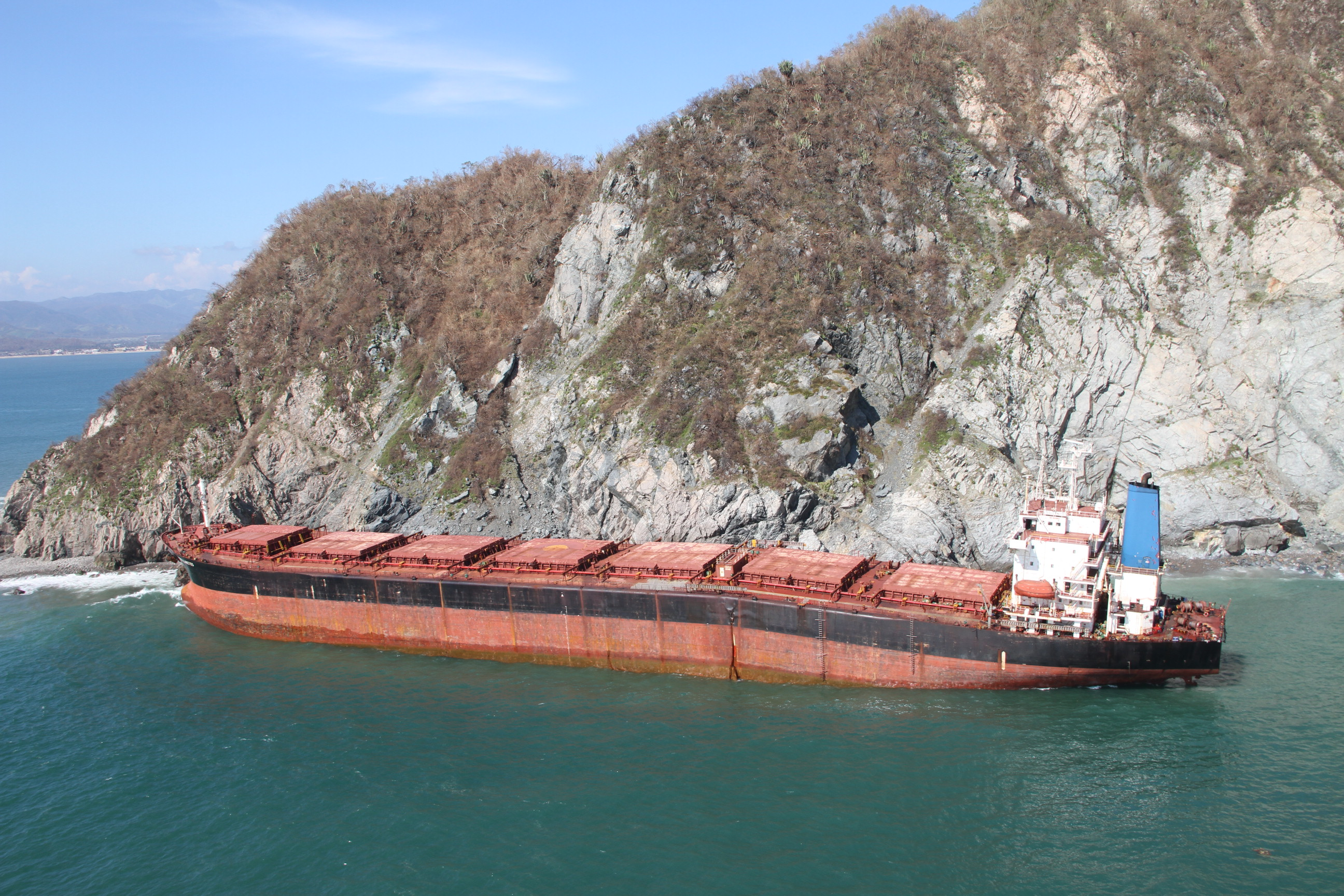
散貨船“洛斯利亞尼托斯”號被颶風擱淺

派翠莎作為強大的四級颶風襲擊哈利斯科州，造成了巨大破壞，儘管最極端的影響是相對局部的。在埃米利亞諾·薩帕塔 (Emiliano Zapata) 的小社區，颶風的猛烈風吹倒了房屋和企業的屋頂。無數的樹木落葉，樹枝被剝落，折斷或連根拔起。緊接登陸區沿線的山坡基本上沒有植被。風暴追逐者喬什·莫格曼 (Josh Morgerman) 描述了後果：“……熱帶景觀變成了貧瘠和寒冷的地方。此外，風吹倒了混凝土電線桿和皺巴巴的高压电塔。據報導，該州共有6人在與派翠莎相關的事件中身亡。其中兩人是因為一棵樹在風暴的強風中倒塌而被砸死。一名婦女在同一事件中受傷後也住院治療。另有四人在哈利斯科州南部的一次車禍中喪生。兩名遇難者在殘骸中死亡，另外兩人在被送往醫院後死亡。
在哈利斯科州，大約有9,000所房屋遭到破壞或摧毀。擁有40個家庭的 Chamela 沿海村莊被完全夷為平地。全州有超過24,000公頃（59,000英亩）的作物受到影響10,684公頃（26,400英亩）遭受了總損失，而13,943公頃（34,450 英亩）則部分損失。農業造成的損失約為1.68億墨西哥比索（1010萬美元）總損失達到11.39億墨西哥比索（6860萬美元）一艘貨船——735英尺（224米）的散貨船 Los Llanitos ——被颶風偏離航線並在哈利斯科州的 Barra de Navidad 附近擱淺。27名船員沒有受傷，但需要一架軍用直升機救援。該船隨後被視為全損，船員於2016年2月開始在現場拆解該船。

#### 科利馬州和米卻肯州

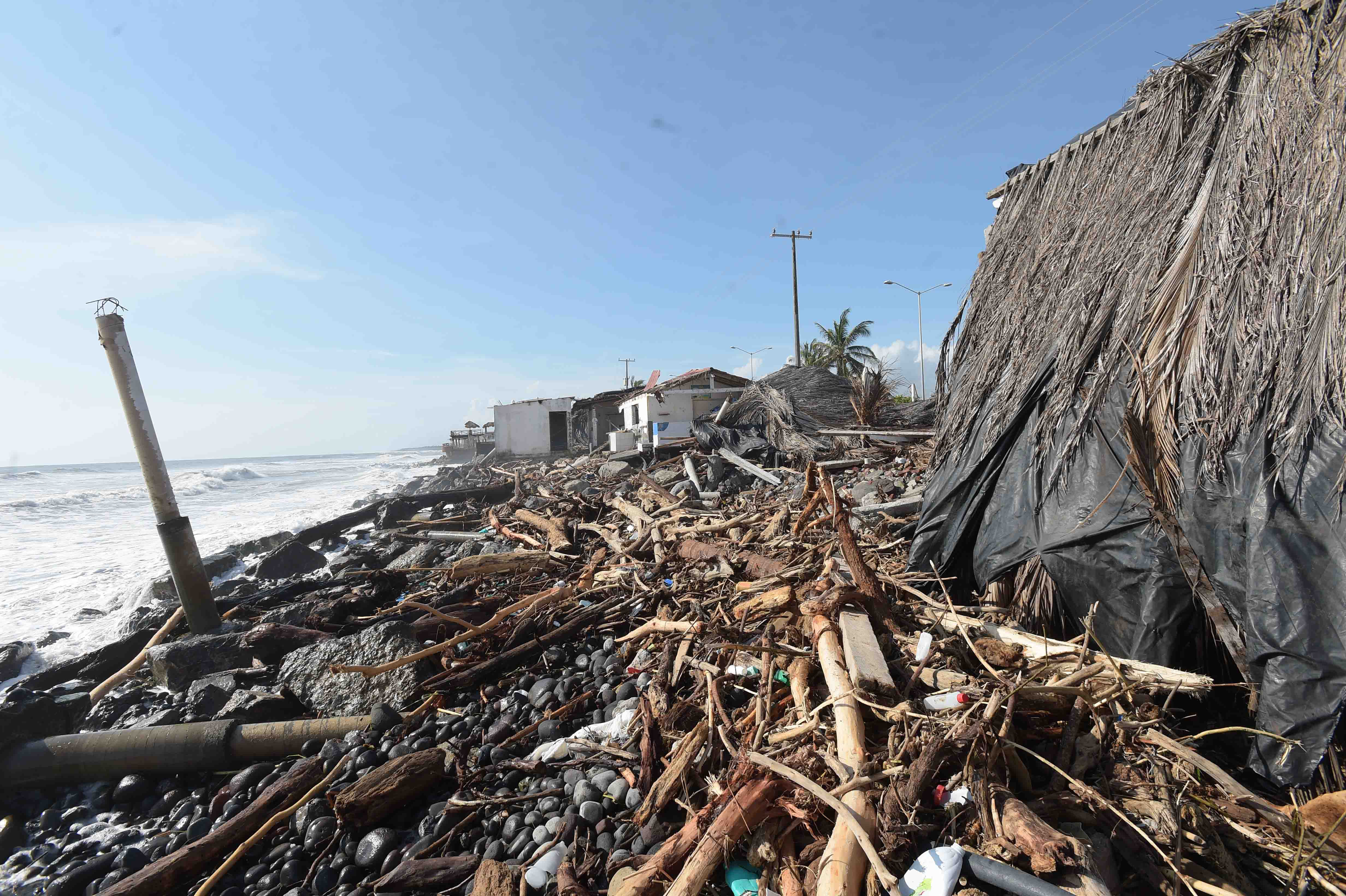
科利馬州帕特里夏造成的沿海破壞

在附近的科利馬州，初步調查顯示有局部但嚴重的破壞。共有200所學校、107個衛生設施、34個體育設施和11645公頃（28,780英亩）的農業受到風暴影響。香蕉作物遭受了嚴重破壞，僅水果造成的損失估計達5億墨西哥比索（3010萬美元）。該州的總損失達到17億墨西哥比索（1.025億美元）。儘管帕特里夏登陸更遠的西部，但米卻肯州的破壞非常嚴重。由於道路要么無法通行，要么就是被洪水沖走，許多社區被暫時隔離。全州共有1,512 所房屋受損，另有127所房屋被毀。包括科瓦亚纳的600所房屋。風暴嚴重損壞了阿爾特加的150所房屋。 200號公路的一部分在被關閉。農業遭受了廣泛的破壞，10,000公頃（25,000 英畝）農作物被毀；該行業的損失達 25 億墨西哥比索（1.507 億美元）。僅在 Coahuayana，就有5,600公頃（14,000英庙）的香蕉被毀，這是該市歷史上最大的農作物損失；數千名居民因破壞而失去工作。該州衛生設施的損失達到1350萬墨西哥比索（814,000美元）。

#### 其他地区
10月22日，颶風在格雷羅海岸產生大浪，對沿海建築造成破壞。10月24日， 派翠莎的殘餘給墨西哥北部大部分地區帶來了大雨。塔毛利帕斯州的降雨量高達7.6英寸（193 mm），導致洪水氾濫。數十座建築物受損，數百座建築物斷電，雷諾薩和里奧布拉沃的地區受到的影響尤其嚴重。

### 美國
帕特里夏在德克薩斯州的直接影響僅限于該州的南部地區。與颶風相關的水分在其環流之前流動，並與該地區的鋒面邊界相互作用。先前的降雨使該地區飽和並產生嚴重的洪水，汽車被淹，火車出軌。人們擔心這些風暴的集體影響會產生致命的洪水，類似於該年早些時候5月份的洪水；然而，这场風暴并沒有造成任何人死亡。休斯頓在10月24日至25日的24小時內降雨量為9.4英寸（238 mm）。場短暫的龍捲風在城市附近造成了輕微的破壞。在伊達爾戈縣南部，降雨量以每小時1到2英寸（25到51毫米）的速度降下大地，導致破壞性的山洪暴發。估計有10到12英寸（250到300毫米）或更多，在 Progreso-韦斯拉科地區累積。幾英尺深的積水使道路無法通行，汽車滯留，並影響了500多所房屋。在該地區進行了26次水上救援。損失估計為5000萬美元.科珀斯克里斯蒂內及周邊的幾條道路被淹沒。包括37號州際公路的一部分。兩個小時的倾盆大雨淹沒了威拉西縣東部的大部分地區，引發了多次水上救援，並造成250萬美元的損失。殘餘水分隨後通過五大湖、阿巴拉契亞和大西洋中部各州以及佛羅里達州狹長地帶向北和西北部移動，然後離開了美國。

## 善後
在飓风过后，来自墨西哥海军陆战队的5,791名海军陆战队员被派往协助恢复和救援工作。救援人员在派翠莎登陆后的一天内到达了一些受灾最严重的地区。红十字志愿者于10月24日开始进行需求评估，第二天开始分发人道主义援助。在风暴发生的两天内，88%的受灾者恢复了供电。通过国家牲畜灾难基金，为10月29日受风暴影响的农业地区分配 1.5亿墨西哥比索（904万美元）。其中，7600万墨西哥比索（458万美元）分配给哈利斯科州。
社会发展秘书]的预算允许为哈利斯科州提供2.5亿墨西哥比索（1,510万美元）的救济资金，为此，为受影响的人分配了3400万墨西哥比索（205万美元）。10月27日，Rafael Pacchiano Alamán 宣布通过临时就业计划 (Programa de Empleo Temporal) 提供 530万墨西哥比索（319,000美元）的初始资金，以帮助增幅科利马州的经济复苏。10月28日，哈利斯科州125个市中的15个被宣布为灾区。在哈利斯科州受帕特里夏影响的24,000多公顷（59,000英亩）作物中，只有6,600公顷（16,000英亩）得到了保险。到2016年1月下旬，Instituto Nacional del Emprendedor 为企业家提供了357.7万墨西哥比索（216,000美元）的资金。
2016年1月，米却肯州社会发展部颁布了一项价值1000万墨西哥比索（603,000美元）的修复计划，在受影响的社区建造605所房屋。

### 永久除名
由于这场飓风强度实在是过于强大，世界气象组织于2016年4月25日将派翠莎从名单上移除。并在2021年太平洋飓风季节被帕梅拉给替代。